# Frie Sjæle
Frie Sjæle (originaltitel A Free Soul) er en amerikansk dramafilm fra 1931, instrueret af Clarence Brown.
Manuskriptet blev skrevet af John Meehan og Becky Gardiner baseret på skuespillet A Free Soul fra 1928 af Willard Mack, der var baseret op romanen af samme navn fra 1927 af Adela Rogers St. Johns.
Filmen havde Norma Shearer, Leslie Howard, Lionel Barrymore og Clark Gable i hovedrollerne.
Barrymore fik en Oscar for bedste mandlige hovedrolle og Shearer blev nomineret til en Oscar for bedste kvindelige hovedrolle. Instruktøren Clarence Brown blev nomineret til en Oscar for bedste instruktør.

## Eksterne Henvisninger
- Frie Sjæle på Internet Movie Database (engelsk)
- Frie Sjæle i Svensk Filmdatabas (svensk)
- Frie Sjæle på AlloCiné (fransk)
- Frie Sjæle på MovieMeter (nederlandsk)
- Frie Sjæle på AllMovie (engelsk)
- Frie Sjæle hos American Film Institute (engelsk)
- Frie Sjæles profil hos Encyclopædia Britannica Online (engelsk)
- Frie Sjæle på Turner Classic Movies (engelsk)
- Frie Sjæle på The Movie Database (engelsk)
- Frie Sjæle på Rotten Tomatoes (engelsk)